# Chaudeyrolles
Chaudeyrolles ist eine französische Gemeinde mit 128 Einwohnern (Stand: 1. Januar 2022) im Département Haute-Loire in der Region Auvergne-Rhône-Alpes (vor 2016 Auvergne); sie gehört zum Arrondissement Le Puy-en-Velay und zum Kanton Mézenc. Die Einwohner werden Chaudeyrollais genannt.

## Geografie
Chaudeyrolles liegt am Fluss Lignon im Zentralmassiv, am Fuß des Mont Mézenc an der Grenze zum Département Ardèche, etwa 30 Kilometer ostsüdöstlich von Le Puy-en-Velay.

### Nachbargemeinden
Umgeben wird Chaudeyrolles von den Nachbargemeinden Fay-sur-Lignon im Norden, Saint-Clément im Osten, La Rochette im Südosten, Les Estables im Süden und Südwesten sowie Saint-Front im Westen und Nordwesten.

## Bevölkerungsentwicklung
| Jahr                       | 1962 | 1968 | 1975 | 1982 | 1990 | 1999 | 2011 | 2020 |
| Einwohner                  | 371  | 306  | 217  | 162  | 110  | 108  | 101  | 121  |
| Quellen: Cassini und INSEE |      |      |      |      |      |      |      |      |

## Sehenswürdigkeiten
- Kirche Saint-Martial
- Ruine der Burg von La Bastie

|  |